# Chelsea Horror Hotel
Chelsea Horror Hotel: En berättelse om skräck, knark och rock'n'roll är den första och enda romanen av Dee Dee Ramone, utgiven 2001. 2010 utkom boken på svenska, i översättning av Andreas Öberg, på förlaget BTM Books.
Översättaren beskriver Ramones berättarstil på följande sätt:
| ” | Dee Dee Ramone skriver som en Stephen King som boffat alldeles för mycket thinner. Som en Charles Bukowski som bestämmer sig för att göra en omtolkning av Bret Easton Ellis Lunar Park, men halvvägs tappar tråden och skiter i allt. Vem behöver en sammanhängande handling när det finns splatter? | „ |

## Handling
Dee Dee Ramone är lyckligt ovetande om vad han ger sig in på när han tillsammans med livskamraten Barbara och hunden Banfield flyttar in på Chelsea Hotel i New York. Ramones huvudsakliga sysselsättning är att försöka få tag på droger och gå ut med hunden. Samtidigt går han runt och hatar sina grannar, den blottartörstige Joe, den "bögiga" (berättarjagets formulering) Leonardo och den trätgiriga Monique. Dee Dee önskar inget hellre än att de var döda.
Denna önskan visar sig snart komma att bli realiserad. Romanens efterföljande sidor är fyllda med mord, slagsmål och avrättningar. I centrum för dessa våldsliga aktiviteter står inte sällan Dee Dee själv: han dödar Joe, misshandlar Henry och dödar dennes hundar, hotar Monique till livet och dödar, tillsammans med Barbara, den prostituerade Bambie genom att slänga ut henne genom fönstret.
Dee Dee är övertygad om att rummet han bor i är det rum i vilket Sid Vicious flickvän Nancy Spungen blev mördad. Dee Dee hemsöks av demoner från de människor som bott på hotellet genom åren, inklusive Sid Vicious, Johnny Thunders och Stiv Bators. Den sistnämnda trion finner sig själva i hotellets källare på jakt efter droger. Väl där blir de erbjudna att spela, under bandnamnet S.K.U.L.L.S., mot heroin. På plats befinner sig djävulen, personifierad av hotellets manager Stanley Bard.
I romanens avslutande kapitel öppnar sig scengolvet och helvetet uppenbarar sig nedanför. En efter en störtar de i publiken närvarande personerna och bandet (utom Dee Dee) ner i avgrunden. Genom en spricka ser Dee Dee de gamla kollegorna i Ramones brinna i helvetet. Romanen avslutas med att djävulen kastar en brinnande högaffel mot Dee Dee, som under sin färdväg förvandlas till en spruta fylld med brunt heroin. Sprutan missar dock, men Dee Dee tar upp den och trycker in den i sin hjärna, varpå han dör.

## Karaktärer (urval)
- Dee Dee Ramone - romanens berättarjag och tillika protagonist. Han är en narkoman och rockstjärna, boende på Chelsea tillsammans med flickvännen Barbara och hunden Banfield. Han har ett stormigt förhållande till sin flickvän.
- Barbara - Dee Dees flickvän. Hon är av latinoursprung.
- Banfield - Dee Dees hund. Dör under bokens andra hälft.
- Stanley Bard - hotellets manager. Innehar en vänskaplig relation till Dee Dee fram till dess att han förvandlas till djävulen.
- Sid Vicious - f.d. basist i punkbandet Sex Pistols och avliden sedan 1979. Uppträder i romanen som en demon.
- Joe - Dee Dees tungt medicinerade granne. Han har en förkärlek för att blotta sig. Mördas av Dee Dee.
- Leonardo - Dee Dees "bögiga" och sarkastiska granne. Har en relation med den prostituerade Bambie som Dee Dee misshandlar och mördar tillsammans med sin fru.

## Mottagande
Boken fick ett gott mottagande när den utgavs på svenska. Tidningen Ikon skrev följande: "Det är ett virrvarr av udda typer, spöken droger, våld, langare och så ännu lite mer av både våld och droger. Det kan låta väldigt rått och burdust – vilket det förvisso är många gånger – men det är författat med en punkig charm och skulle lika gärna kunna vara en utvikning av någon punkdänga eller en spinoff från de serietidningar som brukar stå ganska långt bakom Kalle Anka i tidningshyllan. [...] Andreas Öbergs översättning är, som jag ser det, helt utan klander och att BTM givit ut denna kultbok är inget mindre än en välgärning för alla oss som gärna håller fulkulturen i handen."
Sydsvenskan var positiv till bokens visuella utformning och berömde även Andreas Öbergs översättning, men gav romanen som helhet ett negativt omdöme: "Dee Dee Ramone hasar runt på hotellet med sin hund och rabblar skräckskrönor om knark och rock’n’roll. En spiral av skruvade historier, berättade med en pundares frenesi och fantasi. Ganska kul – i början. Läsadrenalinet pumpar i de första kapitlen. Efterhand blir det mest tomgång. Ungefär som att lyssna på en ordinär Ramonesplatta."
I tidningen Café får boken en positiv recension och betyget fyra av fem. Recensenten skriver bland annat: "Det är en riktigt trashig skräckroman i gränszonen mellan Quentin Tarantino och Charles Bukowski, lika nervigt paranoid som dess hårdknarkande karaktärer. Ingen stor litteratur, men hundra procent punk."
Svenska Dagbladet skriver "Självklart handlar boken om musikern Dee Dee Ramone och livet på Chelsea Hotel i New York, men de knarkigt mardrömslika splatterscenerna gör att romanen blir mer Stephen King än förutsägbart rock’n’roll-skrytig pseudosjälvbiografi."
I nummer 24 (2010) av det häfte som BTJ (Bibliotekstjänst) ger ut recenserade Mikael Huss Chelsea Horror Hotel i väldigt positiva ordalag. Han inleder med att diskutera Chelsea Hotels unika förmåga att locka till sig kända och bohemiska gäster, som Patti Smith, Jimi Hendrix, Dylan Thomas med flera, och skriver avslutningsvis: "Med något slags magisk pundarrealism beskriver han brutalt våld, utflippade satanistritualer och möten med spökande punkarkompisar. Det här är en bok som osar "kult" lång väg, men den är faktiskt underhållande trots att det inte finns mycket till story kvar efter att man har skalat bort rock'n'roll-kändisarna och splattereffekterna."
Dagensbok.com gav betyget 3/5 och skrev "det går fort, det är stökigt men ändå finns här något tilltalande, något intelligent som ligger precis under ytan." Recensenten framhöll vidare Andreas Öbergs översättning som utmärkt.
Tidningen Kulturens Helena Svensson tyckte om boken och skrev bland annat följande: "Författaren skriver med en distanserad närvaro. Han är mitt upp i allt som händer men håller sig ändå på en armlängds avstånd. Här finns en nerv, humor och lust i skrivandet."